# Uttam Singh
Uttam Singh (ur. 25 maja 1948) – indyjski muzyk. W wielu bollywoodzkich filmach występuje jako kompozytor muzyki i skrzypek. 11 nagroda, 5 nominacji. Nagrodzony za Serce jest szalone, nominowany za Gadar: Ek Prem Katha i Pinjar.

## Muzyka do filmów
1. Ek Jind Ek Jaan (2006)
2. Taj Mahal: An Eternal Love Story (2005)
3. Hum Jo Keh Na Paaye (2005) (TV)
4. Ho Jaata Hai Pyaar (2005)
5. Ogrodnik (2003)
6. The Hero: Love Story of a Spy (2003)
7. Pinjar (2003)
8. Hum Tumhare Hain Sanam (2002)
9. Pyaar Diwana Hota Hai (2002)
10. Gadar: Ek Prem Katha (2001)
11. Farz (2001)
12. Dil Ne Phir Yaad Kiya (2001)
13. Hum Tum Pe Marte Hain (1999)
14. Dushman (1998)
15. Serce jest szalone (1997)
16. Jazbaat (1994)
17. Mehndi Shagna Di (1992)
18. Benaam Badsha (1991)
19. Clerk (1989) (jako Uttam Jagdish)
20. Paanch Fauladi (1988) (jako Uttam-Jagdish)
21. Kabrastan (1988) (jako Uttam-Jagdish)
22. Waaris (1988)
23. Teesra Kinara (1986)
24. Painter Babu (1983) (jako Uttam-Jagdish)
25. Chann Pardesi (1980)
26. Kasturi (1980)